# 沖縄刑務所暴動

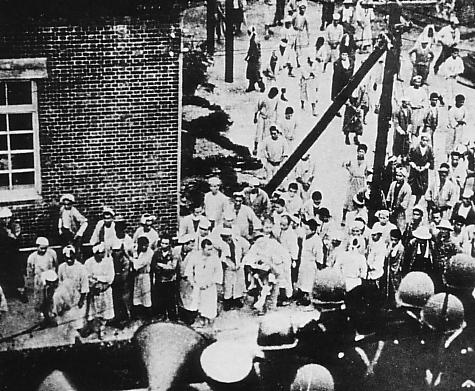
沖縄刑務所暴動

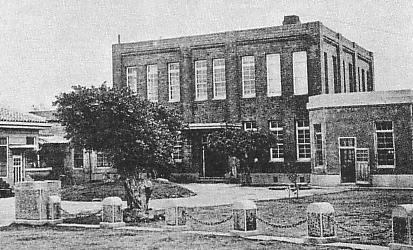
当時の沖縄刑務所

沖縄刑務所暴動（おきなわけいむしょぼうどう）とは、1954年11月にアメリカ占領下の沖縄の那覇市にあった沖縄刑務所で発生した暴動事件。

## 事件の発端
沖縄刑務所は、戦前は約200人を収容していたが、事件当時は851人も収容し、明らかに過剰拘禁の状態にあった。というのも、本来の刑法犯の増加に加え、アメリカ占領統治の下で新たに制定された集成刑法によって罰せられる者が加わったことが挙げられる。
1954年は受刑者の脱獄が相次ぎ、点呼を拒否するなど刑務所内の秩序が極度に乱れ、「暴動近し」の情報も乱れ飛んでいた。
また、事件直前に人民党事件が発生し、沖縄人民党の瀬長亀次郎が当刑務所に収監されたことで、受刑者は瀬長を「精神的支柱」にし、大いに勇気付けられることになった。

## 事件の概要

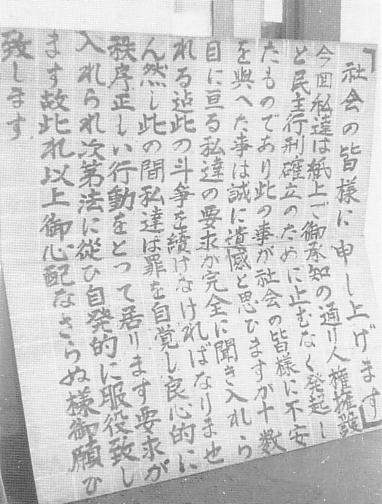
受刑者声明文

1954年11月7日、第1雑居舎第8房で受刑者がドアを突き破って脱出、他の部屋の受刑者を続々と解放した。中には刑務所外に脱走する者もいた。刑務所側は直ちに琉球警察に応援を要請した。琉球政府は刑務所の管理を臨時的に法務局から警察に移管することにした。
瀬長亀次郎が受刑者の代表として担ぎ出され、瀬長も琉球政府との交渉により事態の収拾を図るべきことを受刑者に説得した。受刑者らは、人権の尊重と懲戒行為を逸脱した暴力を振るう刑務官の罷免を要求した。受刑者らは「これは暴動ではなく、基本的人権を獲得するための闘い」であると主張したが、薬用アルコールを盗み出して「酒」として全受刑者に振舞ったり、家畜のブタを屠殺して豚料理を作るなど刑務所内は無秩序状態であった。
このような事態に至ったことから、琉球警察は鉄帽やカービン銃で武装した警官隊を刑務所内に導入し、11月11日に暴動は鎮圧されたが、刑務所長や暴力刑務官も懲戒免職になるなど、受刑者の要求にも一定の配慮をすることになった。翌年7月まで警察による刑務所の警備が行われた。

## 事件と沖縄人民党
暴動が発生した11月7日はロシア十一月革命勃発記念日でもあったため、当初は瀬長ら沖縄人民党が起こした計画的犯行と目されたが、実際には自然発生的に発生した事件であった。